# NForce
nForce是NVIDIA发布的第一代主板芯片组，代号为Crush 12。首款產品在2001年6月推出。雖然在當時規格領先，但該系列產品在硬體設計上存在過多缺陷，並未取得成功。
nForce芯片组由两顆晶片組成：
- 北橋晶片整合繪圖處理器，稱為IGP（Integrated Graphics Processor，集成图形处理器）
- 南橋晶片稱為MCP（Media and Communications Processor，媒体和通信处理器）。

## 產品型號
- nForce 220（整合繪圖晶片）
- nForce 220-D
- nForce 415（整合繪圖晶片）
- nForce 420（整合繪圖晶片）
- nForce 420-D
- nForce 620-D

## 產品規格
- 最先支持双通道内存技术
- 整合了GeForce2 MX 图形显示核心
- DASP減低内存延迟时间
- 2組IDE ATA-100
- 6个USB
- 10/100M网络控制器
- 硬件支持DirectX 8和杜比5.1的APU